# Sant Vicenç d'Enclar
Sant Vicenç d'Enclar (o Sant Vicenç de Montclar) és una església fortificada situada a la conca del riu d'Enclar al nucli de Santa Coloma d'Andorra, Principat d'Andorra. L'església de Sant Vicenç va ser construïda probablement a la darreria del segle VIII o al començament del IX, i va estar oberta al culte com a mínim fins a l'any 1852. Està associada a la necròpolis visigoda del Roc d'Enclar.

## L'església de Sant Vicenç d'Enclar
L'església de Sant Vicenç va quedar enrunada i va ser restaurada recentment. A la part de llevant d'una nau rectangular hi ha un absis separat d'aquella per un arc triomfal (Arc toral situat a l'entrada del presbiteri), més estret que l'amplada de la nau. La nau no presenta cap obertura llevat de la porta d'accés que ignorem si era amb arc o amb llinda, i la porta que comunica amb el campanar feta amb un muntant de pedra i coberta amb arc; la forma de construcció de l'arc, amb aproximació de les pedres situades horitzontalment excepte les de la part superior, denoten un primitivisme cert. L'absis té dues finestres d'esqueixada simple, una a llevant i l'altre a migjorn, amb llinda de pedra a la part superior. L'absis era cobert amb volta de canó i la nau ho era amb encavallades i llates de fusta i lloses per sobre.
El terra de la nau és fet amb pedres de granit i el de l'absis amb pedres calcàries. Tot al voltant de la nau hi ha un banc seguit de pedra. El campanar de planta circular, és situat a la part de migjorn vora l'absis. Presenta un pis de finestrals, de construcció molt rudimentària. Són finestres simples, irregulars, més amples a la part baixa. Acabades en arc alguns dels quals han estat fets també per aproximació de dues pedres, amb la qual cosa prenen una forma triangular. Per sobre d'aquestes, hi ha set petites finestres en forma de ferradura i sobre d'elles el llosat. A l'interior de l'església, a la part baixa, hi ha les restes del sistema de tancament de la porta, que és semblant al de Sant Romà de les Bons.
L'aparell és del tot irregular; les parets han estat fetes amb pedra de granit, lligada amb morter de calç. La volta de l'absis fou construïda amb pedra tosca. El campanar, l'interior de l'absis i de la nau conserven una part de l'arrebossat. Una restauració de la part de la nau corresponent al campanar en època posterior a la construcció mostra unes línies marcades al morter que volien simular carreus. A la paret dels peus de la nau i a la paret de migjorn de l'absis hi ha unes filades molt grolleres en opus spicatum. Diverses restes de ceràmica o de teula del romà tardà es troben barrejades amb el morter, la qual cosa pot confirmar l'aprofitament de materials anteriors a la construcció. L'església ha estat reconstruïda en gran part i mots dels seus detalls actuals, be que fonamentats en dades certes, no corresponen a l'obra original. La seva tipologia arquitectònica s'avé perfectament amb els tipus habituals de l'arquitectura catalana i llenguadociana dels segles X i anteriors.
La construcció de l'església va comportar l'enderrocament d'una edificació anterior, les restes de la qual encara són visibles. Al voltant de l'edifici religiós es conserven també altres estructures, com ara sitges per guardar blat o un cup de vi, i també una important necròpoli amb vint-i-dues tombes excavades a la roca i que daten dels segles IX i X, catorze enterraments en cista dels segles xi i xii i sis tombes realitzades en tècnica mixta. A moltes d'aquestes tombes s'hi van trobar, en el moment de fer les excavacions, els esquelets corresponents i també alguns objectes d'aixovar funerari.

## El castell de Sant Vicenç d'Enclar
Els primers establiments humans al puig fortificat de Sant Vicenç són desconeguts. Segurament ja des de temps visigòtics el castell havia estat utilitzat com a lloc de defensa. Tot fa suposar que quan, a la primera meitat del segle ix, el comte d'Urgell Sunifred es feu càrrec de l'administració política i econòmica del seu comtat, San Vicenç formava part de la xarxa de castells i de llocs fortificats que portaven a terme la tasca de control fiscal, polític i militar de la zona. L'any 952, amb motiu de la consagració de l'església de Sant Martí i Sant Feliu de Castellciutat, el comte Borrell II de Barcelona dotà aquesta església amb el castell i l'església de Sant Vicenç. El castell, però, continuà en poder dels comtes d'Urgell durant tot el segle xi i, si bé els comtes es desferen de bona part de les seves propietats alodials andorranes a favor de l'església d'Urgell, el castell continuà en poder dels comtes. L'any 1099, el comte Ermengol V el donà al cenobi de Sant Serni de Tavèrnoles.
Des del 1133, el comtes d'Urgell deixaren pràcticament tots els seus interessos andorrans per estabilitzar-se al sud del seu comtat prop de les zones de conflicte amb els àrabs però, tot i amb aquest allunyament geogràfic, continuaren en possessió del castell. La muntanya d'Enclar era un lloc estratègic ideal per a controlar una de les entrades septentrionals del comtat d'Urgell en front de l'expansió cada cop més forta dels comtes de Foix. El 1190, el comte Ermengol VIII d'Urgell cedí el castell al vescomte Arnau de Castellbò.
Les lluites que durant una bona part del segle xiii mantingueren els Foix amb els bisbes d'Urgell culminaren amb la signatura dels pariatges, el primer l'any 1278 i el segon i definitiu el 1288. En aquest últim document s'acordà que s'aturessin les obres que el comte de Foix duia a terme a Sant Vicenç i que s'enderroqués el que ja estava construït. Des d'aleshores, el lloc fortificat perdé el caràcter militar i es dedicà només al culte de l'església fins al segle xix. A partir del segon pariatge, no hi ha cap document que testimoniï, el funcionament del castell.